# Abu Yazid
Ne doit pas être confondu avec Bayajidda.
Abu Yazid (en berbère : ⴰⴱⵓ ⵢⴰⵣⵉⴷ, en arabe : أبو يزيد), également orthographié Abou Yazid ou Abû Yazîd, de son nom complet Abu Yazid Mukhallad ibn Kayrâd (ⴰⴱⵓ ⵢⴰⵣⵉⴷ ⵎⵉⵅⵍⴰⴷ ⴱⵏ ⴿⴰⵢⵔⴰⴷ, أبو يزيد مخلد بن كيراد) est surnommé « l'homme à l'âne », né en 873 et mort le 19 août 947, est un théologien berbère zénète de la tribu des Banou Ifren,,. Il est notamment connu pour la révolte qu'il a mené contre les fatimide
Abu Yazid naît chez les Banou Wargu — les Banou Wargu et les Merendjissa appartiennent à la confédération des Banou Ifren — selon les propos rapportés d'Ibn Hazm par Ibn Khaldoun. Mais d'autres sources indiquent qu'il serait né à Gao (Mali). Le révolutionnaire suivit le dogme du kharidjisme ; il était un théologien ibadite et devint le chef de la plus importante rébellion menée contre les Fatimides au milieu du Xe siècle.

## Biographie

### Jeunesse
Abu Muhammed Ayub, le fils d'Abu Yazid, rapporte que son grand-père se nommait Makhled et sa grand-mère Sabika, native de Kaokao au Soudan. Makhled se rendait souvent au Soudan pour commercer. Abu Yazid était boiteux et avait un signe dans sa langue.
Abu Yazid vivait en deux endroits à Tozeur (actuelle Tunisie) et Takyus (Tagious) dans le Sud tunisien dans l'ancien Bilad el Garid,. Durant ses études, il apprend le Coran ainsi que la littérature classique. Abu Yazid, érudit lié au kharidjisme, part à Tahert — capitale des Rostémides et principal centre kharidjite à tendance ibadite — où il commence son enseignement et se rapproche de la secte nekkarite. Son maître Ubayda sera emprisonné à Sijilmassa pour son opinion. Dépourvu d'argent après la mort de son père, il reçoit des dons et la charité des habitants de la ville de Guiton et, en contrepartie, enseigne lui-même le Coran.

### Prise du pouvoir par les Fatimides
En 909, le propagandiste ismaélien Abû `Abd Allâh ach-Chî`î, à la tête des tribus kutama qui sont venues à bout des Aghlabides, part vers Sijilmassa pour y rencontrer enfin son imam, `Ubayd Allâh al-Mahdî, qu'il n'a jamais vu. Au passage, il détruit le royaume rostémide de Tahert (26 août 909).
Le 6 janvier 910, `Ubayd Allâh al-Mahdî arrive triomphalement à Raqqâda vêtu de soie noire tandis que son fils porte un costume semblable de soie orange. Tous les notables arabes ou non sont là pour le recevoir et lui prêter serment d'allégeance. La loi islamique est promulguée et tous les interdits renforcés. Le 15 janvier, il prend le titre de calife et de « commandeur des croyants » malgré l'existence du calife abbasside. C'est la première fois que deux califes règnent au même moment.
Revenu à Tozeur, Abu Yazid cherche à soulever les habitants en prônant le renversement du fatimide `Ubayd Allâh al-Mahdî. Accusé d'avoir donné son opinion, il est déclaré hors-la-loi par la justice locale. En 922, il quitte la province et décide d'accomplir le pèlerinage à La Mecque. Toutefois, il constate en cours de route qu'il est poursuivi ; il quitte alors la Tripolitaine et retourne à Takyus. Après la mort d'Al-Mahdî, son successeur ordonne à toutes ses troupes d'arrêter Abu Yazid qui part en campagne, avec sa femme et ses quatre fils, à la tête des tribus zénètes et Houaras des Aurès chaouis (Banou Zendek, Banou Berzal, Maghraouas et Azzaba). Il propose une forme de gouvernement formé d'un conseil de cheikhs en remplacement du califat fatimide. En 934, il lance sa rébellion à partir des Aurès mais cherche d'abord de l'aide auprès des Omeyyades d'Andalousie. Il réussit à amalgamer toutes les oppositions au chiisme des Fatimides et obtient le soutien des sunnites malikites de Kairouan mais fait face à l'indifférence du calife de Cordoue `Abd al-Rahman.
Abu Yazid s'enfuit alors en Orient et accomplit son pèlerinage à La Mecque entre 936 et 937. Revenu à Tozeur, déguisé pour ne pas être reconnu, il est toutefois vite découvert et se retrouve en prison. À cette nouvelle, Ammar Abdelhamid, chef de la secte nekkarite, mobilise un groupe de Zénètes qui entrent à Tozeur pour demander au gouverneur de le relâcher. Fadl et Yazid, les deux fils d'Abu Yazid, rejoignent le groupe et se chargent rapidement d'organiser l'évasion de leur père qui part pour Ouargla car un important groupe des Banou Ifren habitent la ville. Pendant son séjour, il visite les Aurès, et plus particulièrement les tribus des Banou Zendek, Ben Maghraoua et les Berzel de M'Sila. Il rassemble tous les Azzaba et fait le serment de combattre les Fatimides en 942.
Il profite alors de l'absence du gouverneur de Baghaï pour venir, à la tête de ses partisans, ravager les environs de cette place forte. Il s'empare sans coup férir de Tébessa et de Medjana. Mermajenna, cité dont la localisation n'a pu être déterminée, est prise et Abu Yazid y reçoit en présent un âne gris dont il fait sa monture. C'est pourquoi on le désigna ensuite sous le sobriquet de « l'homme à l'âne. ». Il prend ensuite Laribus qu'il livre au pillage.

### Règne d'Al Qa'im
Al-Qâ'im bi-Amr Allah succède à son père comme imam ismaélien et calife fatimide. Abu Yazid se dirige alors vers Béja qu'il prend après une brève bataille contre les troupes fatimides. La ville est incendiée, les habitants hommes et enfants massacrés et les femmes réduites à l'esclavage. Cette nouvelle provoque de nombreux ralliements à la cause d'Abu Yazid : autant pour échapper à ses coups que dans l'espoir de participer au butin.
Abu Yazid prend Tunis avec l'aide des habitants et attend des renforts au bord de la Medjerda. Il subit un premier revers en approchant de Sousse, 4 000 de ses partisans étant tués au cours d'une bataille. Il prend néanmoins la direction de Raqqâda que les troupes fatimides abandonnent à son approche pour se réfugier à Kairouan. Khalîl Ben Ishâq qui a la charge de défendre Kairouan essaie de traiter avec Abu Yazid plutôt que de le combattre. Il va commettre l'imprudence de se rendre dans le camp de son adversaire. Abu Yazid le fait arrêter et le met à mort. La ville privée de chef ne tarde pas à se rendre (octobre 944). Comme à l'habitude et malgré les ambassades des notables de la ville, celle-ci est mise à sac.
La légende veut que le Mahdî avait prévu une révolte inspirée par le kharidjisme et qu'elle viendrait se briser sur les murs de Mahdia, aussi Al-Qâ'im attend-il le moment où la prophétie va se réaliser. Abu Yazid fait le siège de Mahdia (944). Une colonne de secours menée par un chef sanhadja, Ziri ibn Menad, permit aux assiégés de tenir. En janvier 945, il est à l'emplacement prévu par la prophétie et entreprend le siège de la ville. La famine s'installe dans les deux camps. Abu Yazid expulse les non combattants que ses troupes massacrent. Les troupes disparates d'Abu Yazid se dispersent d'autant qu'il n'y a plus rien à piller. La foule enthousiaste du début commence à se sentir flouée. Al-Qâ'im profite de l'affaiblissement de ses adversaires pour effectuer une sortie de la ville assiégée. En août 945, Abu Yazid prend la fuite en abandonnant ses troupes. Al-Qâ'im reprend rapidement Tunis, Sousse et Kairouan tandis qu'Abu Yazid reconstitue son armée. 
Les chefs des tribus kutama et sanhadja rassemblent une armée pour secourir les Fatimides. Aux abords de Béja, ils doivent affronter Ayûb, l'un des fils d'Abu Yazid, qui les prend par surprise et les disperse. Ayûb, encouragé par cette facile victoire, se dirige vers Tunis qu'il reprend aux Fatimides. En janvier 946, Ayûb part à la conquête de Sousse. Il s'ensuit un siège acharné. Le 19 mai, pendant ce siège, le calife Al-Qâ'im meurt. Le combat reprend avec Ismâ`il Al-Mansûr qui succède à son père.

### Règne d'Al-Mansûr
Ismâ`il al-Mansûr succède à son père comme imam ismaélien et calife de la dynastie fatimide alors sur le point d'être vaincue. Il commence par tenir secrète la mort de son père pour laisser l'impression qu'il n'y a rien de changé. Il envoie une flotte apporter du soutien et des vivres aux habitants de Sousse. Ces renforts permettent de desserrer le siège de la ville. Abu Yazid se replie sur Kairouan où se trouvent ses femmes et ses enfants. Les habitants de la ville lui refusent l'entrée et ferment les portes à son approche. Il se retire alors à Sbiba.
Le calife Ismâ`îl fait son entrée à Kairouan fin mai 946. Il accorde une amnistie générale aux habitants de cette ville. Les femmes et les enfants d'Abu Yazid sont respectés. Ismâ`îl fait pourvoir à leurs besoins. Abu Yazid mène des raids pour couper les routes menant de Kairouan à Mahdia et Sousse. Ismâ`îl offre à son adversaire de lui rendre ses femmes et ses enfants contre son départ définitif. Abu Yazid fait mine d'accepter mais à peine a-t-il retrouvé ses épouses qu'il reprend le combat. Ismâ`îl réunit donc une armée nombreuse pour en finir avec cet adversaire déloyal. Une bataille s'engage avec l'armée régulière au centre et sur l'aile droite des troupes de Berbères kutama. Abu Yazid attaque cette aile droite et vient se heurter aux troupes régulières plus aguerries. C'est une déroute pour les kharidjites : on aurait envoyé à Kairouan 10 000 têtes d'ennemis.
Commence alors une chasse à l'homme : Abu Yazid fuit à travers les montagnes et passe à Belezma en pensant pouvoir résister dans la place forte de Tobna mais doit fuir à nouveau. Le gouverneur de M'Sila se met alors au service du calife dans sa chasse à l'homme. Il lui amène un jeune chef de partisans qui se disait le Mahdî et qu'on avait fait prisonnier dans les Aurès à la tête d'une bande. Le calife ordonna de l'écorcher vif : « Ainsi faisait-il de tous ceux qu'il prenait ». D'autres prisonniers eurent les mains et les pieds coupés. Abu Yazid envoie son fils Ayûb chercher du secours en Andalousie tandis que lui-même se réfugie dans les montagnes auprès de tribus berbères qui lui sont restées favorables.
Les armées du calife délogent Abu Yazid qui part vers le désert. Le calife perd alors la trace de son adversaire mais, à la fin janvier 947, il apprend qu'Abu Yazid se prépare à faire le siège de M'Sila. Il fait aussitôt demi-tour, poussant Abu Yazid, qui n'a plus d'autre solution, que de se réfugier chez les Berzal (tribu des Maghraoua) dans la montagne Salat. Le calife fatimide propose en conséquence vingt charges d'or à qui le dénonce. Abu Yazid prend aussitôt la fuite vers les montagnes de Kiyana. En août 947, le siège de la montagne où s'est réfugié l'homme à l'âne se termine avec sa capture alors qu'il est presque mort des suites de ses blessures. Le calife le fait donc soigner pour pouvoir l'exhiber lors de son retour en triomphe mais Abu Yazid finit par mourir. Son cadavre est alors empaillé pour être rapporté à Mahdia comme preuve de la victoire du calife qui se donne, après cette victoire, le surnom d'Al-Mansûr (منصور soit « Le Vainqueur »). Le mouvement de rébellion est totalement désorganisé même si des tribus zénètes hostiles continuent de menacer l'empire. Elles seront un peu plus tard repoussées du Maghreb central (actuelle Algérie) par Ziri alors nommé gouverneur de la province par les Fatimides. Cet évènement marque l'avènement de la dynastie des Zirides sur l'est du Maghreb alors que l'ouest du Maghreb est sous le contrôle de la dynasite des Banou Ifren et des Maghraouas, en général des Zénètes, jusqu'à l'arrivée des Almoravides au XIe siècle.

### Abu Muhammed Ayub
Ayub, fils d'Abu Yazid, est  historien et généalogiste berbère de l'Afrique subsaharienne ayant communiqué son savoir à Youcef Ibn Al Warraq. En secondant son père, Il est chef de la révolte berbère des Zénètes kharidjites contre le pouvoir fatimide au milieu du Xe siècle, en Ifriqiya. 
Après la victoire d'Al Qaym sur les Nekarites à Mahdia. Abu Yazid donne l'ordre de détruire de plusieurs villes et ordonne à Ayub de camper  à Baja et d'attendre les renforts Berbères qui devaient venir. Ayub su que Ali. b. Hamdun Al Andalousi et seigneur de M'Sila venait avec une grande armée composée de Ketamas et de Zouaoua (Zwawas). Ali b. Hamdun Al Andalousi passa à Constantine, à Laribus et Sicca-Veneria pour prendre d'autres hommes.  Ayub attaqua une partie de la garnison dans une embuscade pendant la nuit, une des troupes d'Al Qaym est défaite et leur chef  trouve la mort.
Ayub se dirige vers Tunis pour combattre le reste des troupes d'Ali ibn Hamdun al-Andalusi (en). Ayub sort vainqueur de cette guerre. Ali. b. Hamdun s'échappe et se réfugie chez les Kutama. 
Après la mort du père d'Abu Yazid,  Al Fadl, le frère d'Ayub et Mâbed b. Khazer  rassemblent tout le reste des Nekarites pour attaquer Al Mansour, mais Ziri ibn Menad les guette dans une embuscade. Mâbed se réfugie au désert et Fadl met son siège dans les Aurès à Baghaï en 948. B. Yala, un des compagnons de Al Fadl,  le trahit et  le tue. Il envoie sa tête à Al Mansour.
Après cet évènement, Ayub est tué par Abdellah b. Bekkar chef des Maghraouas. Et sa tête fut envoyée à Al Mansour.

#### Le conteur principal et autochtone de l'histoire des Berbères et de l'Afrique subsaharienne
Après l'assassinat d'Abou Yazid, Ayub se réfugie à Cordoue avec un nombre de Nakarites, selon Rhazès (Al Razi). 
Toute l'histoire et la généalogie des Berbères, de l'Afrique subsaharienne et du Maghreb repose sur les informations livrées par le fils d'Abu Yazid à Youcef Ibn Al Warraq.
Al-Bakri s'est inspiré du géographe Al Warraq. Ibn Khaldoun aussi a répété le contenu d'Al Warraq. Et comme Al Razi le souligne, Al Warraq a pris toute l'information de fils d'Abu Yazid sur l'histoire du Maghreb et de l'Afrique subsaharienne. L'œuvre d'Al Warraq a été perdue.

## Postérité
Plusieurs pièces de monnaie en or, retrouvées dans le sol du Maghreb, portent le nom d'Abu Yazid, ce qui indique que cet homme disposait d'une administration bien organisée et qu'il ne s'agissait pas d'un simple agitateur.
Dans son article, W.K.R. Hallam indique que le héros Bayajidda de la culture des Haoussas représente une personnification folklorique de partisans d'Abu Yazid qui auraient fui l'Afrique du Nord après leur défaite.